# 4781 Sládkovič
4781 Sládkovič là một tiểu hành tinh vành đai chính với chu kỳ quỹ đạo là 1156.91 ngày (3.17 năm).
Nó được phát hiện ngày 3 tháng 10 năm 1980 bởi Z. Vavrova ở Klet. Nó được đặt theo tên của nhà thơ Slovak Andrej Sládkovič.